# Sokotx
Sokotx (en rus: Сокоч) és un poble del krai de Kamtxatka, a Rússia, que el 2020 tenia 809 habitants. Pertany al districte de Iélizovo.